# Sittine striée
Xenops rutilans
Espèce
Synonymes
- Xenops rutilus Temminck, 1821[2]

Statut de conservation UICN

 LC  : Préoccupation mineure
La Sittine striée (Xenops rutilans) est une espèce sud-américaine d'oiseaux passereaux de la famille des Furnariidae.

## Répartition et habitat
La Sittine striée se reproduit dans le Nouveau Monde tropical, du Costa Rica et de la Trinité (île), jusqu'au sud de la Bolivie et au nord de l'Argentine.
On la trouve dans les forêts humides des contreforts et des montagnes entre 600 et 2 200 m d'altitude.

## Description
Le Sittine striée mesure généralement 122 mm de long pour un poids de 12,6 g. Son bec est tronqué et en forme de coin. Sa tête est brun foncé avec un sourcil blanchâtre et une bande malaire. Les parties supérieures sont brunes. Sa queue et son croupion sont plutôt roux, et il y a une barre couleur chamois sur ses ailes qui sont d'un brun foncé. Les parties inférieures sont brun olive strié de blanc. Les mâles et les femelles se ressemblent. Discrète, elle est plus facilement repérable par son chant, une série de cinq ou six notes ressemblant à des « zeet » métalliques.
Elle est souvent difficile à apercevoir car elle fouille les insectes sur les écorces, les souches pourries ou les brindilles nues, sur lesquels elle est camouflée ; elle se déplace dans toutes les directions sur les troncs comme le Grimpereau des bois, mais n'utilise pas sa queue comme support. Elle se nourrit d'arthropodes tels que les larves de coléoptères, mais peut également attraper des termites au vol. Elle rejoint des volées mixtes d'alimentation de façon plus ou moins régulière selon l'emplacement, se déplaçant généralement à travers les strates intermédiaires  de la forêt.
Son nid est construit dans les arbres et consiste simplement en quelques tiges et racines dans un trou situé entre 1,5 et 4,5 m de hauteur. La couvée habituelle est de deux œufs blancs, incubés par les deux sexes.

## Liste des sous-espèces
Selon la classification de référence du Congrès ornithologique international (14.2, 2025) :
- Xenops rutilus septentrionalis Zimmer, 1929 — cordillère de Talamanca ;
- Xenops rutilus incomptus Wetmore, 1970 — région du Darién ;
- Xenops rutilus heterurus Cabanis & Heine, 1859 — de la cordillère Orientale (Équateur) à la cordillère de la Costa (Venezuela) et Trinité ;
- Xenops rutilus perijanus Phelps & Phelps Jr., 1954 — serranía de Perijá ;
- Xenops rutilus phelpsi Meyer de Schauensee, 1959 — sierra Nevada de Santa Marta ;
- Xenops rutilus guayae Hellmayr, 1920 — ouest de l'Équateur et nord-ouest du Pérou ;
- Xenops rutilus peruvianus Zimmer, 1935 — Équateur et Pérou ;
- Xenops rutilus connectens Chapman, 1919 — du rio Purus au  río Tapajós ;
- Xenops rutilus purusianus Todd, 1925 — sud de l'Amazonie ;
- Xenops rutilus chapadensis Zimmer, 1935 — est de la Bolivie et sud du Brésil ;
- Xenops rutilus rutilus Temminck, 1821 — est du Brésil, Paraguay et selva misionera (es).